# Finnix
Finnix es una distribución del sistema operativo Linux, basada en Debian, en formato LiveCD y desarrollada por Ryan Finnie. Se enfoca en el uso por parte de administradores de sistemas, en tareas tales como la recuperación del sistema de archivos, monitoreo de red  e instalación de sistemas operativos. Su tamaño es relativamente pequeño, con un tamaño de descargada, en formato ISO, de aproximadamente 120MB, y disponible para las arquitecturas x86, PowerPC, User Mode Linux y Xen. Finnix puede arrancar desde un CD, o desde una memoria USB (pendrive) y desde el disco duro

## Historia
El comienzo de desarrollo de Finnix se inició en 1999, siendo, de este modo, una de las distribuciones más antiguas, con la intención de ser arrancable desde un CD (el otro LiveCD en aquel tiempo en formato LiveCD era Linuxcare Bootable Business Card CD). Finnix 0.01 estaba basada en Red Hat Linux 6.1, y fue creada con el objetivo de ayudar en la administración y recuperación de otras estaciones de trabajo Linux en la oficina de Finnie (el creador de Finnix). La primera liberación pública de Finnix fue la versión 0.03, y fue liberada en a comienzos del año 2000, basada en una actualización de Red Hat Linux 6.2. A pesar de su tamaño de 300MB en formato ISO y la exigencia de 32MB de memoria RAM, que dados  los precios de las memorias RAM y la carencia de la alta velocidad en el Internet de ese entonces, produzco que fuese prohibitiva su adquisición para muchos. No obstante, Finnix tuvo un moderado éxito, con más de 10 000 descargas. Lamentablemente, el desarrollo se cesó, y Finnix fue abandonado, hasta el 2005.
El 23 de octubre de 2005, Finnix 86.0 fue liberada. Las versiones anteriormente no liberadas (84, y 85.0 a 85.3) eran derivaciones de Knoppix, con soporte para Linux LVM y dm-crypt. Hoy, Finnix incluye software de Knoppix (como hwsetup, la utilidad responsable de cargar módulos del núcleo Linux, basados en dispositivos PCI), pero las dos distribuciones son consideradas diferentes, y sirven objetivos diferentes.

## Uso
Finnix es liberado como un pequeño CD en formato ISO arrancable. El futuro usuario puede descargar la imagen, quemarla en un CD, e ingresar en un entorno modo de texto Linux. Finnix requiere al menos 32MB de memoria RAM para que corra de forma correcta. La mayor parte de los dispositivos de hardware son detectados automáticamente, como discos duros, tarjetas de red y dispositivos USB (pendrives). Un usuario puede modificar archivos en el CD que corre vía UnionFS, un sistema de archivos permitir la escrituta-lectura de los archivos (en este caso, un disco virtual dinámico) sobre el sector superior de un sistema de archivos de lectura (el medio de CD). Cualquier cambio hecho durante la sesión en Finnix es escrito en la memoria RAM y eliminado cuando se cierra la sesión. Además, Finnix utiliza SquashFS para mantener el tamaño de la distribución bajo.
Finnix puede ser ejecutado desde la memoria RAM, a condición de que el sistema posea al menos 192MB disponible. Si una opción "toram" es pasada a Finnix, la mayor parte del contenido del CD es copiado a un disco virtual, y el CD es expulsado, liberando la unidad de CD-ROM para otros usos. Finnix también puede ser insertado en una unidad USB, la que sería arrancable, o instaládolo permanentemente en el disco duro.
Finnix está disponible para varias las arquitecturas x86 (principalmente), y de forma secundaria para PowerPC.
Además, Finnix puede ser instalado y utilizado en sistemas de virtualización como User Mode Linux y Xen. En particular, el CD de Finnix x86 incluye un sistema llamado Finnix sobre Finnix,el cual por UML, puede arrancar múltiples instancias simultáneas del sistema, utilizando el mismo CD principal de Finnix cuando se arranca con él.
UML y Xen, proveedores de Linode pueden proporcionar Finnix como una distribución de recuperación a sus clientes.

## Versiones
| Versión | Fecha de lanzamiento    | núcleo                | Paquetes | Nombre código |
| ------- | ----------------------- | --------------------- | -------- | ------------- |
| 110.0   | 25 de mayo de 2014      | 3.13.xx               | xxx/447  | Beloit        |
| 89.2    | 26 de julio de 2007     | 2.6.18.dfsg.1-12etch2 | 365/359  | Crivitz       |
| 89.1    | 13 de abril de 2007     | 2.6.18                | 365/359  | Sheboygan     |
| 89.0    | 22 de enero de 2007     | 2.6.18                | 366/359  | Oshkosh       |
| 88.0    | 2 de agosto de 2006     | 2.6.17                | 359/349  | Pulaski       |
| 87.0    | 31 de marzo de 2006     | 2.6.16                | 356/347  | -.-           |
| 86.2    | 8 de enero de 2006      | 2.6.15                | 343/336  | -.-           |
| 86.1    | 21 de noviembre de 2005 | 2.6.14                | 346/336  | -.-           |
| 86.0    | 23 de octubre de 2005   | 2.6.13                | 336      | -.-           |
| 0.03    | 22 de marzo de 2000     | 2.2.12                | 242      | -.-           |